# Henry Kellgren

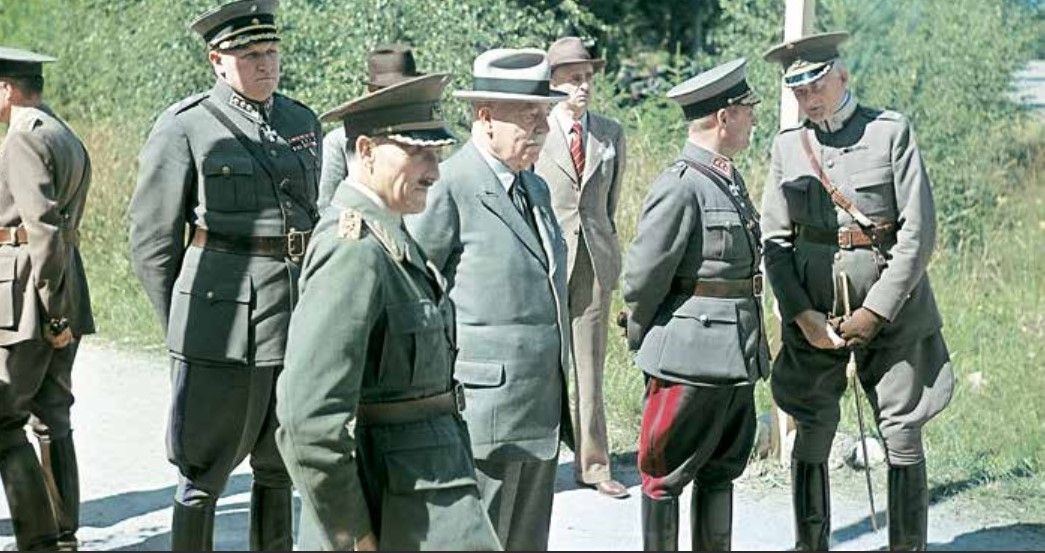
Gruppbild med svenska militärer, Henry Kellgren längst till höger.

Per Henry Theodor Kellgren, född 23 augusti 1886 på Stora Sanna, Ljungarums socken, död 19 november 1954 i Stockholm, var en svensk militär. Han var brorson till Henrik Kellgren.
Henry Kellgren var son till godsägaren Patrik Anton Teodor Kellgren. Efter mogenhetsexamen vid Skara högre allmänna läroverk sökte han sig till det militära och avlade officersexamen vid Karlberg 1908. Kellgren blev 1908 underlöjtnant vid Andra livgrenadjärregementet, löjtnant av II:a klass 1913, löjtnant av I:a klass 1917 och genomgick 1917–1919 krigshögskolan. Han tjänstgjorde 1919–1921 som aspirant vid generalstaben, blev 1922 kapten i armén och senare samma år först kapten vid generalstaben och sedan vid Svea livgarde. År 1928 återvände Kellgren till generalstaben och befordrades 1929 till major. Han var 1930–1932 stabschef vid Norra arméfördelningen och blev 1931 major vid generalstaben. Åren 1932–1935 var han stabschef vid infanteriinspektionen och blev 1934 överstelöjtnant i generalstaben. Kellgren blev 1935 överstelöjtnant vid Hallands regemente, 1936 tillförordnad chef för Norra skånska infanteriregementet, var 1936–1942 överste och chef för samma regemente och 1938–1945 chef för lantförsvarets kommandoexpedition. År 1942 befordrades han till generalmajor i armén och var 1945–1951 chef för försvarets kommandoexpedition. Kellgren befordrades 1951 till generallöjtnant.
Kellgren blev 1938 ledamot av Krigsvetenskapsakademien. Han blev riddare av Svärdsorden 1929, kommendör av andra klassen av samma orden 1939 och kommendör av första klassen 1942.